# Дмитрівська сільська рада (Вознесенський район)
Дми́трівська сільська́ ра́да — адміністративно-територіальна одиниця та орган місцевого самоврядування в Вознесенському районі Миколаївської області. Адміністративний центр — село Дмитрівка.

## Загальні відомості
- Населення ради: 1 062 особи (станом на 2001 рік)

## Населені пункти
Сільській раді були підпорядковані населені пункти:
- с. Дмитрівка
- с. Бакай
- с. Новобілоусівка
- с. Рюмівське

## Склад ради
Рада складалася з 16 депутатів та голови.
- Голова ради: Зайва Мирослава Володимирівна
- Секретар ради: Джаврова Інна Павлівна

### Керівний склад попередніх скликань
| Прізвище, ім'я, по батькові   | Основні відомості                                                                       | Дата обрання | Дата звільнення |
| ----------------------------- | --------------------------------------------------------------------------------------- | ------------ | --------------- |
| Солодаєв Сергій Володимирович | Сільський голова, 1966 року народження, безпартійний                                    | 26.03.2006   | 01.06.2010      |
| Тимошенко Леонід Леонідович   | Сільський голова, 1987 року народження, член Партії регіонів                            | 31.10.2010   | 16.12.2012      |
| Зайва Мирослава Володимирівна | Сільський голова, 1969 року народження, освіта середня спеціальна, член Партії регіонів | 16.12.2012   |                 |

Примітка: таблиця складена за даними сайту Верховної Ради України

### Депутати
За результатами місцевих виборів 2010 року депутатами ради стали:

#### За суб'єктами висування
| Суб'єкт висування | Кількість обраних депутатів | %    |
| ----------------- | --------------------------- | ---- |
| Партія регіонів   | 9                           | 56,3 |
| Самовисування     | 7                           | 43,8 |

#### За округами
| № округу        | Прізвище, ім'я, по батькові    | Дата визнання обраним | Освіта  | Партійна приналежність | Відомості про обраного депутата                                                     |
| --------------- | ------------------------------ | --------------------- | ------- | ---------------------- | ----------------------------------------------------------------------------------- |
| Партія регіонів |                                |                       |         |                        |                                                                                     |
| 2               | Чокова Наталія Миколаївна      | 04.11.2010            | вища    | член Партії регіонів   | ФГ «Чокова Наталія Миколаївна», голова                                              |
| 5               | Ратушев Сергій Миколайович     | 04.11.2010            | вища    | член Партії регіонів   | СТОВ «Дмитрівське», головний економіст                                              |
| 6               | Ачімова Палагея Федорівна      | 04.11.2010            | вища    | член Партії регіонів   | СТОВ «Дмитрівське», завідувачка току                                                |
| 7               | Раца Алла Євгенівна            | 04.11.2010            | середня | член Партії регіонів   | тимчасово не працює                                                                 |
| 8               | Бромберг Тетяна Борисівна      | 04.11.2010            | середня | член Партії регіонів   | тимчасово не працює                                                                 |
| 9               | Жарченко Тетяна Юріївна        | 04.11.2010            | середня | член Партії регіонів   | тимчасово не працює                                                                 |
| 12              | Ревтьо Любов Анатоліївна       | 04.11.2010            | вища    | член Партії регіонів   | тимчасово не працює                                                                 |
| 14              | Квашенко Надія Олександрівна   | 04.11.2010            | вища    | член Партії регіонів   | Дмитрівська сільська радаВознесенського районуМиколаївської області, землевпорядник |
| 16              | Дегтяренко Валентина Семенівна | 04.11.2010            | вища    | член Партії регіонів   | Дмитрівський ДНЗВознесенського району Миколаївської області, завідувачка            |
| Самовисування   |                                |                       |         |                        |                                                                                     |
| 1               | Джаврова Інна Павлівна         | 04.11.2010            | вища    | член Партії регіонів   | Дмитрівська сільська радаВознесенського районуМиколаївської області, секретар       |
| 3               | Філімоненко Лілія Михайлівна   | 04.11.2010            | вища    | член Партії регіонів   | СТОВ «Дмитрівське», бухгалтер                                                       |
| 4               | Тарасенко Ольга Вікторівна     | 04.11.2010            | вища    | позапартійна           | Дмитрівський фельдшерсько-акушерський пункт, завідувачка                            |
| 10              | Шевченко Любов Анатоліївна     | 04.11.2010            | середня | позапартійна           | Дмитрівський ДНЗВознесенського району Миколаївської області, помічник вихователя    |
| 11              | Вох-Хоменко Оксана Віталіївна  | 04.11.2010            | середня | позапартійна           | тимчасово не працює                                                                 |
| 13              | Рахова Галина Анатоліївна      | 04.11.2010            | вища    | член Партії регіонів   | ЧП «Полячко А. А.», продавець                                                       |
| 15              | Горова Ірина Володимирівна     | 04.11.2010            | середня | позапартійна           | фермерське господарство «Горовий Володимир Васильович», кухар                       |